# 恋不思議
「恋不思議」（こいふしぎ）は、日本のフォークバンド・海援隊のメジャー13作目（通算18作目）のシングル。

## 概要
- 前作「人として」から約2か月ぶりのシングル。
- 表題曲はメンバーの武田鉄矢主演の映画『俺とあいつの物語』の主題歌に起用された。映画のタイアップを手掛けるのは「思えば遠くへ来たもんだ」以来2作ぶりとなった。
- オリコンチャート最高位64位を獲得。2作連続での圏内入りを果たした。

## 収録曲
1. 恋不思議 [3:44]
作詞：武田鉄矢
作曲：山木康世
編曲：萩田光雄
2. 誰もいないからそこを歩く [5:31]
作詞：武田鉄矢
作曲：中牟田俊男
編曲：船山基紀
8thアルバムに収録されているのは中牟田俊男のソロバージョンだが、シングル盤では中牟田→千葉→武田の順でのメンバー全員のソロバージョン。

## タイアップ
- 松竹配給映画『俺とあいつの物語』主題歌 (#1)